# Ержебет Батори
Ержебет Батори (мађ. Báthory Erzsébet, слч. Alžbeta Bátoriová; Њирбатор, 7. август 1560 — Чахтице, 21. август 1614) је била мађарска грофица и наводни серијски убица. Она је једна од најпознатијих серијских убица и вампириста у историји. Оптужена је заједно са 4 саучеснице за мучење и смрт од 300 до 2.000 девојака (у зависности од извора). Већину свог живота провела је у замку Чахтице у Словачкој, док је последње 4 године свог живота провела у затвору. Њене саучеснице су убијене.

## Биографија
Ержебет су са 11 година верили за Ференца Надаждија, моћног мађарског војника, а 1575. године се и удала за њега. Пре удаје родила је ћерку Анастасију и сматра се да је отац овог детета један од слуга. Као свадбени поклон Ержебет је добила замак Чахтице, који се налазио на врху брда и био је окружен селом. Ержебет и Ференц имали су шесторо деце: Анастазију Батори, Каталин Надажди, Каталин, Миклоша, Оршољу и Пал, од којих је двоје умрло врло рано. Ержебетин муж убијен је 1602. године. Није познато када је Ержебет почела убијати девојке, али сматра се да је то било између 1585. и 1610. Исто тако се сматра да су њен муж и рођаци знали за убиства, али да нико није хтео да интервенише. Као један од мотива Ержебете Батори наводи се да је преко крви желела да очува своју лепоту.

## Легенда
Према легенди, након што ју је слушкиња из дворца изнервирала неквалитетном услугом, Ержебет јој је забила маказе у главу. Девојчина крв пала је на Ержебетине руке. Када је Ержебет опрала ту крв, учинило јој се да је тамо где је била крв кожа постала млађа. Тада је смислила план како да поврати своју младалачку лепоту. Мислила је да би, ако се буде купала у крви лепих, младих девојака или чак пила њихову крв, могла постати лепша него икад. Ержебет је позивала младе, најчешће невине, девојке у свој замак, сурово их мучила, пила им крв, а затим их убијала.
После неког времена схватила је да крв сељачких девојака нема ефекта на њену кожу. Закључила је да јој треба квалитетнија крв и 1609. је отворила академију у свом замку. Ту су имућнији родитељи из свих предела слали своју децу како би се учили племићким манирима. Ержебет је мучила жртве маказама, иглама, ужареним гвожђем и коцима.
Породица Батори је сматрана вампирском. Поред свих догађаја са Ержебет Батори, која је чак живела у Трансилванији чији је принц био Ержебетин нећак, породица Батори имала је везе и са грофом Дракулом. Заповедник похода који је помогао Дракули да поврати престо био је Иштван Батори; један од Дракулиних поседа, дворац Фагарас, постао је власништво Баторијевих у Ержебетино доба, а обе породице су имале амблем змаја на породичним грбовима.

## Хапшење и смрт
Ержебет је откривена 1610. године, када је са зидина дворца бацила 4 масакриране жртве. Вест је убрзо стигла до цара Матије и он је наредио Ержебетином рођаку Турзоу да је ухапси. Он ју је ухватио на делу. Ержебетини саучесници су погубљени, док то са њом није могло бити учињено јер је била племићког порекла. Међутим, пронађена је рупа у закону и Ержебет је зазидана у свом дворцу. Пронађена је мртва 1614. године.

## У популарној култури
Претпоставља се да је легенда о животу Ержебет Батори инспирисала Брама Стокера да напише роман Дракула, a шведски блек-метал бенд Батори добио је име управо по њој. Такође, Ержбет Батори се помиње у песми енглеског блек-метал бенда Веном под називом "Countess Bathory".
Позната је и песма озлоглашеног бенда Dissection која се назива њеним именом.